# Bacino delle Aleutine

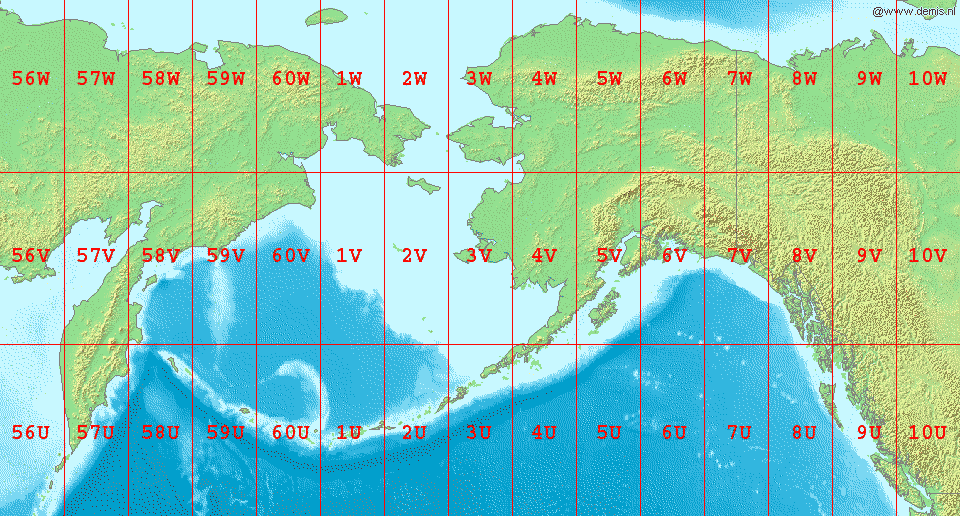
Il Bacino delle Aleutine è posizionato nella parte sudoccidentale del Mare di Bering.

Il  Bacino delle Aleutine è un bacino oceanico posizionato nella parte sudoccidentale del Mare di Bering. 
Mentre la parte nordorientale del Mare di Bering si sovrappone alla Placca nordamericana in acque poco profonde, il bacino delle Aleutine consiste di una placca oceanica che è il residuo della Placca di Kula, parzialmente subdottasi alla Placca nordamericana. 
La subduzione della Placca di Kula cessò dopo la formazione della Fossa delle Aleutine a sud. Ciò che rimase della Placca di Kula si congiunse alla parte settentrionale della Placca nordamericana. Nella zona dell'antica subduzione, o Margine di Beringia, si trovano sedici canyon sottomarini tra cui il Canyon Zhemchug, che è il più vasto al mondo.
La parte di acque profonde del Mare di Bering è suddivisa tra il Bacino del Commodoro e il Bacino Bowers dalla dorsale Shirshov e la dorsale Bowers.

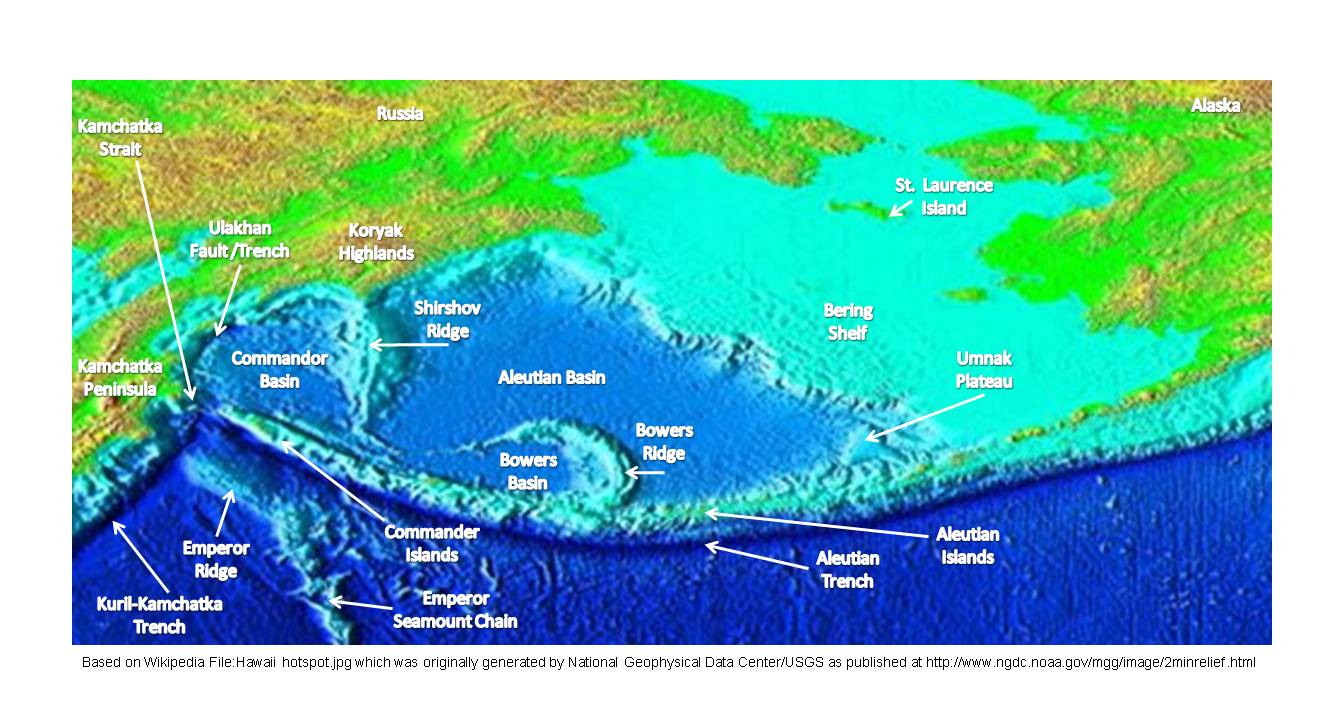
Le caratteristiche del Bacino delle Aleutine.

Il bacino del Commodoro occupa la parte occidentale del Mare di Bering ed è delimitato al bordo orientale dalla dorsale Shirshov che si estende per 750 km verso sud dalla penisola russa di Olyutorskii fino a connettersi alla dorsale Bowers.

La dorsale Bowers forma un arco di circa 900 km che si estende dall'arco delle Isole Aleutine in direzione nordovest fino a incontrare la dorsale Shirshov. Questo antico arco insulare è una caratteristica geologica semicircolare che incontra l'arco delle Aleutine con cui va a delimitare il bacino Bowers.
La parte settentrionale della dorsale Shirshov si è formata 95 milioni di anni fa. L'età della dorsale diminuisce mano a mano che si scende verso sud, con la parte più meridionale che risale a 33 milioni di anni fa (piano Rupeliano dell'Oligocene inferiore). La dorsale Bowers è leggermente più recente; risale a 30 milioni di anni fa e si formò durante il piano Chattiano del tardo Oligocene.